# Mir Akbar Khyber
Mir Akbar Khyber (pachto : مير اکبر خيبر ; parfois orthographié Khaibar), né le 11 janvier 1925 à Kaboul et mort le 17 avril 1978 dans la même ville, est un intellectuel communiste afghan et un chef de la faction Parcham du Parti démocratique populaire d'Afghanistan (PDPA). Son assassinat par une ou plusieurs personnes non identifiées conduit au renversement de la république de Mohammed Daoud Khan, et à l'avènement d'un régime socialiste, la république démocratique d'Afghanistan.

## Biographie
Né le 11 mars 1925 dans la province de Logar, Mir Akbar Khyber est diplômé de l'université militaire de Harbi Pohantoon en 1947. En 1950, il est emprisonné pour ses activités révolutionnaires. Plus tard, il est employé par le ministère de l'Éducation, jusqu'à ce qu'il soit expulsé de Paktia pour avoir participé à une émeute en 1965. Après son retour à Kaboul, il devient rédacteur en chef du journal Parcham, et supervise le programme de recrutement de parchamis dans l'armée afghane. Il est alors un proche confident du chef du Parcham Babrak Karmal.
Il est assassiné devant son domicile le 17 avril 1978. Le régime de Daoud tente de rejeter la responsabilité de la mort de Mir Akbar Khyber sur le Hezbi Islami de Gulbuddin Hekmatyar mais Nour Mohammad Taraki du PDPA accuse le gouvernement lui-même d'être responsable, une croyance partagée par une grande partie de l'intelligentsia de Kaboul. Louis Dupree, historien américain et spécialiste de l'Afghanistan, a conclu que le ministre de l'Intérieur Mohammed Issa Nuristani, un anticommuniste virulent, avait ordonné l'assassinat. Cependant, plusieurs sources, dont ses compatriotes parchamites Babrak Karmal et Anahita Ratebzad, ont affirmé que Hafizullah Amin, un chef de la faction rivale Khalq, était l'instigateur de l'assassinat. Par ailleurs, d'anciens ministres de la faction Khalq affirment que l'assassinat a été ordonné par le pouvoir soviétique et Karmal. Le confident de Daoud, Abdul Samad Ghaus, a suggéré qu'une forte rivalité existait entre Amin et Khyber alors qu'ils tentaient tous deux d'infiltrer l'armée pour leurs factions respectives. En outre, les tentatives de Khyber de réunir les cellules Khalq et Parcham au sein de l'armée auraient, selon des sources communistes, sapé le pouvoir d'Amin. M. Ghaus suggère que les hommes de main d'Amin, Siddiq Alamyar et son frère, sont responsables de l'assassinat de Khyber et d'Inamulhaq Gran (considéré à tort comme étant Karmal) sur ordre d'Amin. Alamyar est devenu le ministre de la Planification d'Amin et son frère président de l'Autorité générale des transports.
Aux funérailles de Mir Akbar Khyber le 19 avril, quelque 15 000 sympathisants du PDPA se rassemblent à Kaboul et défilent dans les rues en scandant des slogans contre la CIA et la SAVAK, la police secrète du chah d'Iran. Alarmé par cette démonstration de force communiste, Daoud ordonne une répression contre la direction du PDPA, ce qui incite celui-ci à lancer un coup d'État militaire connu sous le nom de révolution de Saur, au cours duquel Daoud est tué et où le PDPA prend le pouvoir.